# Toxoneura trimacula
Toxoneura trimacula is een vliegensoort uit de familie van de Pallopteridae. De wetenschappelijke naam van de soort is voor het eerst geldig gepubliceerd in 1826 door Johann Wilhelm Meigen.